# Calau de Mindanao
El calau de Mindanao (Penelopides affinis) és una espècie d'ocell de la família dels buceròtids (Bucerotidae) que habita boscos de Dinagat, Siargao, Mindanao i Basilan, a les Filipines.